# Doris Ahnsjö
Doris Magnhild Elna Gurli Ahnsjö, född Lindström den  8 augusti 1905 i Malmö, död den 2 september 1984 i Eskilstuna, var en svensk målare.
Doris Ahnsjö bedrev konststudier för Wiggo Brandt i Köpenhamn 1927 och 1930, Åren 1928–1929 studerade hon vid Skånska målarskolan, därefter fortsatte hon sina konststudier vid Kungliga Konsthögskolan i Stockholm 1931–1936, det första året för Gösta von Hennigs och de resterande åren för Isaac Grünewald. Efter studierna genomförde hon studieresor till Danmark, Norge och Finland. 
Doris Ahnsjö har medverkat i utställningar i bland andra Stockholm, Göterborg och Malmö. Hon målade huvudsakligen porträtt och blomsterstilleben.
Hon var från 1935 till sin död gift med professor Sven Ahnsjö, deras son är operasångaren Claes-Håkan Ahnsjö.
Makarna Ahnsjö är begravda på Sankt Pauli mellersta kyrkogård i Malmö.